# Neubauer Pál
Neubauer Pál (Vágújhely, 1891. szeptember 28. – Fonyód, 1945. május 4.) csehszlovákiai magyar író, újságíró, zenekritikus, műfordító.

## Élete
Neubauer Sándor serfőzde-tulajdonos és Popper Cecília gyermekeként született izraelita vallású családban. Budapesten tanult jogot, majd banktisztviselő lett. Az első világháború alatt a Pester Lloydnál kezdte újságírói pályáját, majd 1919-től Prágában, 1938-tól Budapesten élt. 1924–1938 között a Prágai Magyar Hírlap belső munkatársa volt. Első regényeit németül írta, az egyikhez Stefan Zweig és Romain Rolland írt előszót, a másik 1936-ban a londoni Pinker Kiadó nemzetközi regénypályázatán nyert díjat. Modern intellektuális prózát alkotott, melyben az emberség és az erkölcs kérdéseit állítja szembe az erőszakkal és az embertelenséggel.

## Művei
- 1922 Wohin? (német nyelven)
- 1928 Marie (német nyelven)
- 1935 Was geht es mich an? (német nyelven)
- Mi közöm hozzá? Regény, 1-2.; Franklin, Bp., 1936
- 1938 Das fehlende Kapitel (német nyelven)
- Hubay Jenő. Egy élet szimfóniája, 1-2.; Helikon, Bp., 1942
- A jóslat. Regény; Vajna-Bokor, Bp., 1944
- A jóslat; Madách, Bratislava, 1981 (Csehszlovákiai magyar írók)
- A jóslat; Kráter, Pomáz, 2012 (Aranyrög könyvtár)